# Calias I
Calias (en griego antiguo: Καλλίας), hijo de Fenipo, fue un político ateniense del siglo VI a. C. Algunos historiadores modernos lo llaman Calias I, para distinguirlo de su nieto Calias II y de su tataranieto Calias III.
Es conocido gracias a Heródoto que lo presenta como un enemigo declarado de los Pisistrátidas, tiranos de Atenas. Fue el único ciudadano ateniense que se atrevió a comprar los bienes de Pisístrato, subastados por el Estado tras su destierro.
Fue famoso por la cantidad de dinero que gastó. En la Olimpíada 54 (564 a. C.), venció en Olimpia en la carrera de caballos y quedó en segundo lugar en la carrera de cuadrigas. También resultó victorioso en los Juegos Píticos.
Dotó copiosamente a sus tres hijas, a las que además les permitió elegir marido, algo inusual en la época. Tuvo un hijo llamado Hipónico Amón que aumentó la fortuna familiar cuando tomó posesión de ciertas riquezas de Eretria, ciudad de Eubea, confiada a su cuidado durante la primera invasión de los persas.